# Personal Jesus

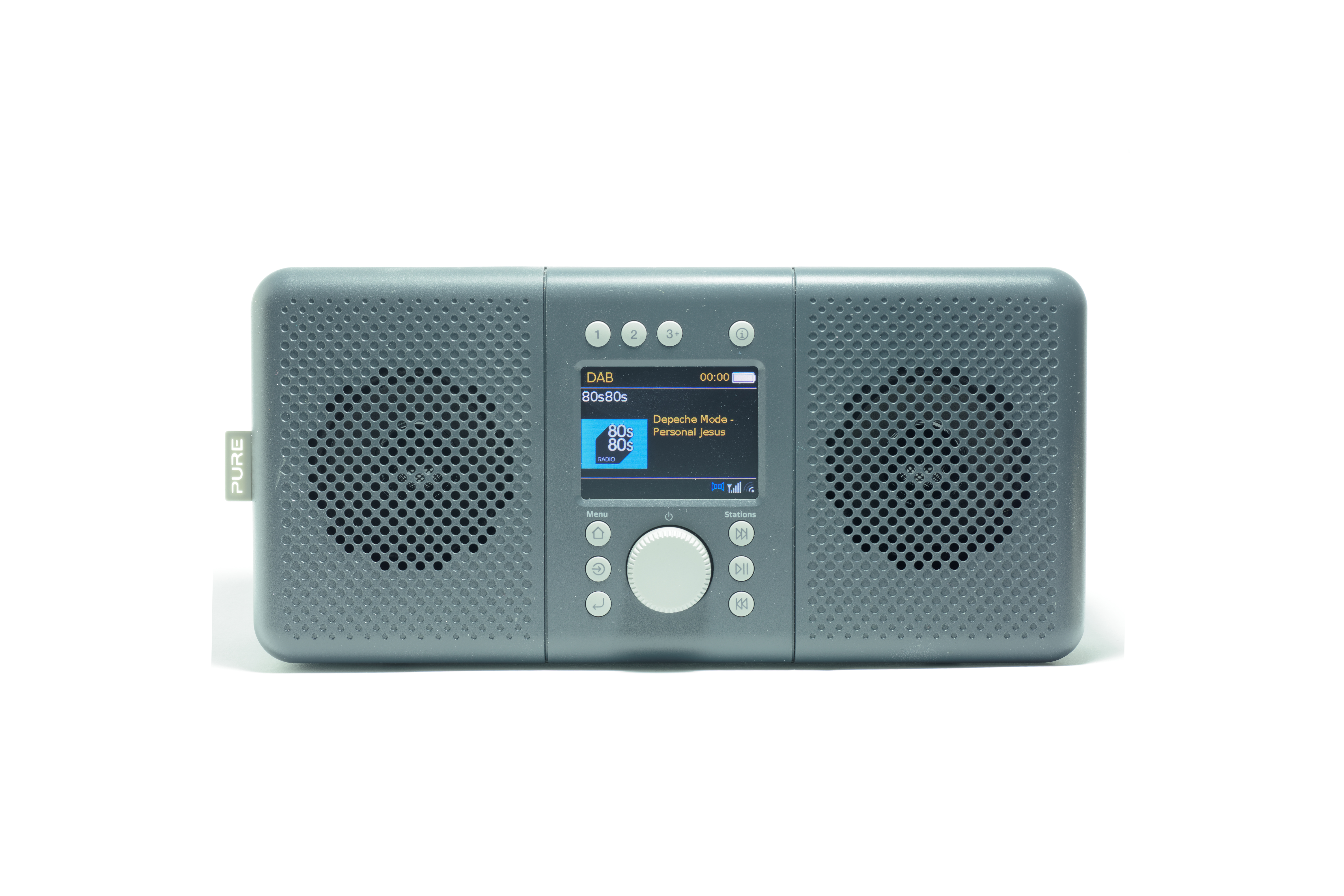
Personal Jesus en DAB+

«Personal Jesus» és el vint-i-tresè senzill de Depeche Mode i primer de l'àlbum Violator, llançat el 29 d'agost de 1989. Amb el pas dels anys ha esdevingut una de les cançons més importants de la banda i ha estat versionada per multitud d'artistes.

## Informació
Segons el compositor Martin Gore, la cançó es va inspirar en el llibre Elvis and Me escrit per Priscilla Presley. El seu enregistrament es va realitzar a mitjans de 1989 a Milà amb la producció de Flood. Tot i que no fou la primera cançó de la banda que incloïa parts de guitarra, si que fou la primera on la guitarra va tenir un paper dominant.
A la llista britànica de senzills va arribar al número 13 i a l'estatunidenca, a la 28, el primer senzill de la banda que era certificada com a disc d'or als Estats Units. A Alemanya és una de les seves cançons que ha tingut més èxit estant 23 setmanes en llista. La revista Rolling Stone va situar aquesta cançó en el número 368 dins la Llista de les 500 millors cançons de tots els temps que va fer l'any 2004.
Abans del seu llançament, van col·locar anuncis publicitaris en diaris regionals del Regne Unit amb l'eslògan "Your own personal Jesus". Posteriorment, els anuncis incloïen un número de telèfon que en trucar-hi es podia escoltar la cançó.
En la contraportada del senzill hi ha un membre de la banda i en la part interior una dona nua. El membre de la banda difereix segons la versió del senzill: Martin Gore en el vinil 7", David Gahan en el 12", Andrew Fletcher en el casset i Alan Wilder en el CD.
Fins aquest moment, la majoria de remescles sobre les seves cançons les havien realitzat ells mateixos o fetes a mida, però a "Personal Jesus" va destacar per la gran quantitat de remescles que es van fer. Depeche Mode va convidar diversos DJs i remescladors per realitzar les noves versions, i aquest fet va esdevenir un pilar per tots els futurs senzills de la banda. Van destacar les diverses versions que van realitzar François Kevorkian, Flood (productor de l'àlbum) i Daniel Miller.
El videoclip fou dirigit per Anton Corbijn, el primer que va realitzar en color per la banda, i fou filmat en Desert de Tabernas a Almeria (Espanya). És un dels vídeos de Depeche Mode que van patir censura a causa d'algunes imatges molt suggerents i explícites, i van haver d'editar una nova versió per poder ser exhibit en alguns països. El videoclip fou inclòs posteriorment en el recopilatori de vídeos Strange Too, editat el mateix any, i en [[The Videos 86>98]] (1998) i The Best of Depeche Mode Volume 1 (2006).

### Versions
La cançó continua essent avui dia font de versions de molts artistes d'arreu del món. Des del seu llançament l'any 1989 s'han editat multitud de versions, entre les quals destaca especialment la realitzada pel músic Marilyn Manson. Aquesta versió fou inclosa en el seu àlbum de grans èxits Lest We Forget: The Best of (2004) i de fet en fou el primer senzill. L'enregistrament es realitzà amb la instrumentalització i arranjaments de Tim Sköld, i les mescles de Spike Stent, productor que havia ja treballat amb Depeche Mode en diverses ocasions. Aquesta versió no té gaires variacions respecte a l'original mantenint la mateixa melodia i estructura a excepció d'algunes distorsions de guitarra. Tingué molt bona acollida mundial, fins i tot superant el seu famós "The Beautiful People". El senzill fou acompanyat d'un videoclip realitzat per Nathan Cox i el mateix Manson. Com la versió original, aquesta versió també fou remesclada per altres artistes.
Altres versions destacades foren les realitzades per Johnny Cash per American IV (2002), Nina Hagen per Personal Jesus (2010), Tori Amos, Richard Cheese per I'd Like a Virgin (2004), Lisa Hannigan, Arisa per Amami Tour (2012) i Sammy Hagar per Sammy Hagar & Friends (2013). Les artistes Jamelia i Hilary Duff van utilitzar "Personal Jesus" com a sample per les respectives cançons "Beware of the Dog" (2006) i "Reach Out" (2008).

## Llista de cançons
7": Mute/Bong17 (Regne Unit)
1. "Personal Jesus" − 3:43
2. "Dangerous" − 4:19

7": Mute/GBong17 (Regne Unit)
1. "Personal Jesus" − 3:43
2. "Dangerous" (Hazchemix Edit) − 4:20
3. "Personal Jesus" (Acoustic) − 3:26

12": Mute/12Bong17 (Regne Unit)
1. "Personal Jesus" (Holier Than Thou Approach) − 5:43
2. "Dangerous" (Sensual Mix) − 5:22
3. "Personal Jesus" (Acoustic) − 3:26

12": Mute/L12Bong17 (Regne Unit)
1. "Personal Jesus" (Pump Mix) − 7:19
2. "Personal Jesus" (Telephone Stomp) − 5:30
3. "Dangerous" (Hazchemix) − 5:35

12": Sire/Reprise 21328-0 (EUA)
1. "Personal Jesus" (Holier Than Thou Approach) − 5:43
2. "Personal Jesus" − 3:43
3. "Personal Jesus" (Pump Mix) − 7:19
4. "Dangerous" (Hazchemix) − 5:35
5. "Dangerous" − 4:19

Casset: Mute/CBong17 (Regne Unit) i Sire/Reprise 19941-4 (EUA)
1. "Personal Jesus" − 3:43
2. "Dangerous" − 4:19

Casset: Sire/Reprise 21328-4 (EUA)
1. "Personal Jesus" (Holier Than Thou Approach) − 5:43
2. "Personal Jesus" − 3:43
3. "Dangerous" (Sensual Mix) − 5:22
4. "Personal Jesus" (Acoustic) − 3:26
5. "Dangerous" (Hazchemix) − 5:35
6. "Personal Jesus" (Telephone Stomp) − 5:30
7. "Personal Jesus" (Pump Mix) − 7:19
8. "Dangerous" − 4:19

CD: Mute/CDBong17 (Regne Unit, 1989 i 1992)
1. "Personal Jesus" (Holier Than Thou Approach) − 5:43
2. "Dangerous" (Sensual Mix) − 5:22
3. "Personal Jesus" (Acoustic) − 3:26

CD: Mute/LCDBong17 (Regne Unit)
1. "Personal Jesus" (Pump Mix) − 7:19
2. "Personal Jesus" (Telephone Stomp) − 5:30
3. "Dangerous" (Hazchemix) − 5:35

CD: Mute/CDBong17X (Regne Unit, 2004) i Reprise CDBONG17/R278892E (EUA, 2004)
1. "Personal Jesus" − 3:43
2. "Dangerous" − 4:19
3. "Personal Jesus" (Acoustic) − 3:26
4. "Dangerous" (Hazchemix Edit) − 4:20
5. "Personal Jesus" (Holier Than Thou Approach) − 5:43
6. "Dangerous" (Sensual Mix) − 5:22
7. "Personal Jesus" (Pump Mix) − 7:19
8. "Personal Jesus" (Telephone Stomp) − 5:30
9. "Dangerous" (Hazchemix) − 5:35

CD: Sire/Reprise 21328-2 (EUA)
1. "Personal Jesus" − 3:43
2. "Personal Jesus" (Holier Than Thou Approach) − 5:43
3. "Dangerous" (Hazchemix) − 5:35
4. "Personal Jesus" (Pump Mix) − 7:19
5. "Personal Jesus" (Acoustic) − 3:26
6. "Dangerous" (Sensual Mix) − 5:22
7. "Personal Jesus" (Telephone Stomp) − 5:30
8. "Dangerous" − 4:19

- Totes les cançons foren compostes per Martin Gore.
- Francois Kevorkian va realitzar les mescles de les versions de l'àlbum i del senzill, a més de Holier Than Thou Approach, Pump Mix (instrumental) i Kazan Cathedral Mix.
- Flood va realitzar les mescles de la versió Telephone Stomp Mix, i les versions de "Dangerous" del senzill i Sensual Mix.
- Daniel Miller va realitzar les mescles de les versions Hazchemix i Hazchemix Edit de "Dangerous".

## Personal Jesus 2011
«Personal Jesus 2011» és una versió remesclada del senzill que fou llançada el 30 de maig de 2011 com a quaranta-novè senzill de la seva discografia per promocionar la compilació Remixes 2: 81-11. La remescla fou realitzada pel duet noruec Stargate. Aquest fou el quart tema de Depeche Mode publicat com a senzill en dues ocasions: «Strangelove», «Everything Counts» i «Enjoy the Silence».

### Llista de cançons
12": Mute/12Bong43 (Regne Unit)
1. "Personal Jesus 2011" (Alex Metric Mix) − 5:57
2. "Personal Jesus 2011" (M.A.N. Remix) − 5:24
3. "Personal Jesus 2011" (The Stargate Mix) − 3:57
4. "Personal Jesus 2011" (Eric Prydz Mix) − 7:26
5. "Personal Jesus 2011" (Sie Medway-Smith Remix) − 6:25

CD: Mute/CDBong43 (Regne Unit)
1. "Personal Jesus 2011" (The Stargate Mix) − 3:57
2. "Personal Jesus 2011" (Alex Metric Mix) − 5:57
3. "Personal Jesus 2011" (Eric Prydz Mix) − 7:26
4. "Personal Jesus 2011" (M.A.N. Remix) − 5:24
5. "Personal Jesus 2011" (Sie Medway-Smith Remix) − 6:25

Descàrrega digital
1. "Personal Jesus 2011" (Alex Metric Remix Edit) − 3:27
2. "Personal Jesus 2011" (The Stargate Mix) − 3:57

Descàrrega digital
1. "Personal Jesus 2011" (Alex Metric Mix) − 5:57
2. "Personal Jesus 2011" (Eric Prydz Mix) − 7:26
3. "Personal Jesus 2011" (M.A.N. Remix) − 5:24
4. "Personal Jesus 2011" (Sie Medway-Smith Remix) − 6:25